# Ariane Amsberg

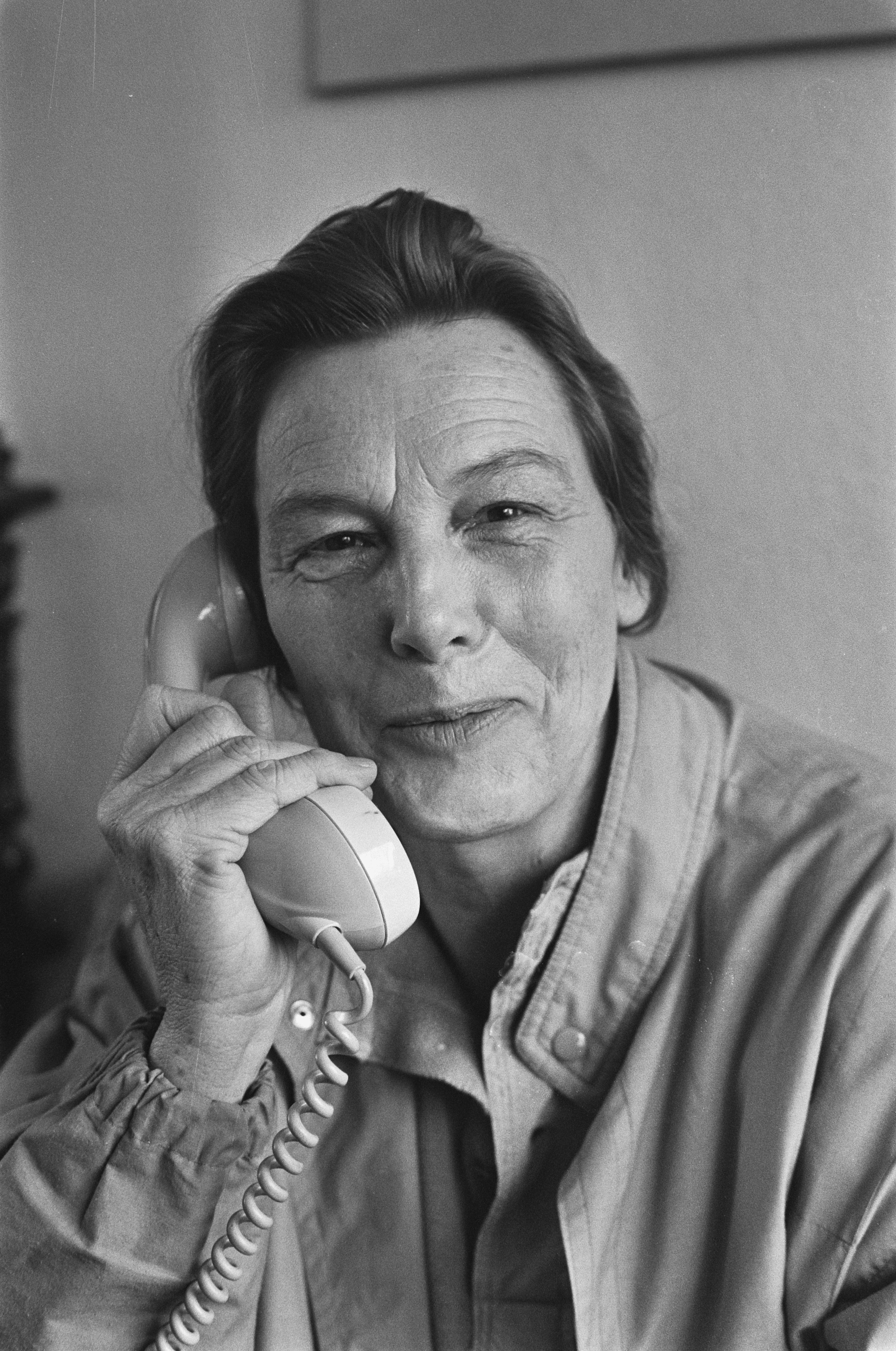
Ariane Amsberg, 1987

Ariane Charlotte Elisabeth Amsberg (* 25. August 1930 in Berlin; † 8. Dezember 2016 in Leiderdorp) war eine niederländische Autorin und Feministin.

## Leben und Werk
Ariane Amsberg war die älteste Tochter von Julius Fritz Amsberg (1887–1965), einem jüdischen deutschen Bankier, und Alice Sophie Irma Vorreiter (1901–1991), einer katholischen belgischen Schauspielerin. Sie wuchs mit ihren zwei jüngeren Schwestern in Hannover auf. Arianes Vater war Direktor der Dresdner Bank in Hannover, wurde jedoch 1933 entlassen, als Adolf Hitler in Deutschland an die Macht kam. 1934 emigrierte die Familie nach Amsterdam. 1936 bezogen sie ein Haus in der Michelangelostraat 63. Die drei Töchter wurden zuhause französischsprachig erzogen, weil ihre Mutter diese Sprache sprach, und besuchten katholische Schulen. Nach der Jacobsschool, der katholischen Grundschule in der Banstraat, besuchten sie das von Nonnen geführte römisch-katholische Lyzeum für Mädchen (später Fons Vitae Lyceum). Während des Zweiten Weltkriegs und der Besetzung der Niederlande lebte die Familie in ständiger Angst. Der Vater musste sich als Jude vor Razzien der deutschen Besatzungsmacht verstecken, wurde mehrfach verhaftet und ihre Mutter wurde durch die Geheime Staatspolizei zu einer Scheidung gedrängt und bedroht. Nach der Befreiung der Niederlande wurde Ariane Amsberg zur Erholung nach Schweden geschickt, wo sie mit freieren gesellschaftlichen Normen in Berührung kam, die weniger restriktiv waren, als sie es von den Niederlanden gewohnt war. Zurück in Amsterdam durfte sie das progressivere Amsterdamer Lyzeum besuchen. Nach dem Abitur studierte sie Französisch an der Universiteit van Amsterdam und nahm daneben Schauspielunterricht bei Else Mauhs und Cruys Voorbergh, Sprechunterricht bei Georgette Rejewsky und Ballettunterricht bei Sonia Gaskell. Von 1951 bis 1953 trat sie mit der Amsterdams ToneelGezelschap (ATG) der Theatergesellschaften der Niederlande auf, übernahm Sprechrollen in Radiohörspielen und spielte in der Theatergruppe von Albert van Dalsum. Außerdem übersetzte sie französische Schriftsteller und Dramatiker wie Albert Camus, Jean Giraudoux und Paul Raynal.
Gefördert durch ein Stipendium der Maison Descartes ging Ariane Amsberg 1953 nach Paris und studierte Theaterwissenschaften an der Sorbonne. Sie belegte Kurse in Schauspiel, Literatur, Bühnenbild und Beleuchtung, wirkte in der Theatergruppe Les Théophiliens der Universität mit und verbrachte ihre freie Zeit im Theater und mit Filmemachern, Schriftstellern und Künstlern. 1957 begann Ariane Amsberg als Übersetzerin im niederländischen Konsulat in Paris zu arbeiten, wodurch sie die Bekanntschaft des  Dichters, Schriftstellers und Diplomaten Maarten Mourik (1923–2002) machte. Als sie schwanger wurde, heiratete sie ihn am 21. September 1957 in Amsterdam. Sie ging mit ihm nach Washington D.C., wo 1958 Tochter Mariska Alice geboren wurde. 1962 kam Sohn Maarten und 1963 Tochter Helene zur Welt. Bedingt durch den Diplomatendienst ihres Mannes lebte sie auch in Bern und Bonn. Die Ehe wurde 1970 geschieden und Ariane Amsberg kehrte in die Niederlande zurück, wo sie mit ihren drei Kindern eineinhalb Jahre lang bei ihrer Mutter in Amsterdam wohnte. Während dieser Zeit traf sie den ebenfalls frisch geschiedenen höheren Beamten Herman Christiaan Posthumus Meyjes (1927–2017) wieder, den sie aus ihrer Studienzeit kannte. Sie heirateten, aber auch diese Verbindung hatte keinen Bestand. Danach war Ariane Amsberg nur noch in losen Beziehungen zu Männern als auch Frauen.
Um 1972 zog Ariane Amsberg in die Cartesiuslaan 15 nach Oegstgeest, engagierte sich in der Frauenbewegung und begann in Frauengesprächsgruppen über Sexualität zu sprechen. Vermittelt durch ihre jüngste Schwester, die Journalistin und Programmmacherin Kiki Amsberg, gelangte sie um 1976 in das Telefonteam der von Germaine Groenier moderierten seinerzeit umstrittenen VPRO-Sendung Seks op Vrijdag. Entsetzt über die mangelnde Aufmerksamkeit für die sexuellen Erfahrungen von Frauen begann sie, über weibliche Sexualität zu publizieren und regelmäßig in Radio- und Fernsehsendungen über Sex und Emanzipation mitzuwirken, wie 1979 in „Helpen bij seksuele moeilijkheden“ des niederländischen Bildungssenders Teleac, 1980 in „Ot en hoe zit het nou met Sien“ der Nederlandse Omroep Stichting (NOS), in „De Schoolkrant“ der Interkerkelijke Omroep Nederland (IKON), 1983 in „Kijk haar“ der VARA und 1984 in „Open school“ der Stichting Federatie Educatieve Omroep (Feduco). Einmal wöchentlich wurde ein Beitrag von ihr im TROS-Radioprogramm „Week in, week uit“ gesendet. 1987 startete die VARA-Sendung „Nul nul sex“, in der Ariane Amsberg Zuschauerfragen zum Thema Sex und Erotik beantwortete. Zwischen 1989 und 1992 hatte sie eine regelmäßige Kolumne über Erziehung und Bildung in der Radiosendung „Klasse“ des Katholieke Radio Omroep (KRO).
Sie schrieb für das feministische Magazin Opzij, für das Magazin „Sekstant“ der Nederlandse Vereniging voor Seksuele Hervorming (NVSH) und die Reihe „Relatie en Sexualiteit“. Ab August 1989 hatte sie fünf Jahre lang eine regelmäßige Kolumne im Algemeen Dagblad. Außerdem gab sie Theaterimprovisationsunterricht, hielt Vorträge und veröffentlichte Bücher und Aufsätze. Ihr Hauptanliegen war, dass junge Menschen eine gute Sexualerziehung erhalten sollten, und sie klärte über die Funktionsweise und Vergleichbarkeit der Klitoris mit dem Penis auf. Sie betonte, dass Mädchen lernen sollten, zu masturbieren, bevor sie Sex mit einem Jungen haben, und fasste ihre Intention zusammen mit „Je moet eerst je eigen instrument kunnen bespelen, voordat je samen muziek kunt maken“ (dt.: „Man muss erst lernen, sein eigenes Instrument zu spielen, bevor man gemeinsam Musik machen kann“). Mit ihren Veröffentlichungen und Auftritten zur Enttabuisierung weiblicher Sexualität stellte sie eine wichtige Stimme der zweiten Welle der Frauenbewegung dar.
In den 1990er Jahren zog Ariane Amsberg sich aus der Öffentlichkeit zurück. Sie war noch Teil eines „Frauenkreises“, zu dem auch ihre beste Freundin, die bildende Künstlerin Maja van Hall, die Politikerin, Geographin und Soziologin Hedy d’Ancona und die Psychiaterin Bertha van Amstel gehörten, lebte ansonsten aber sehr zurückgezogen. Nachdem sich ihr Gesundheitszustand ab dem Sommer stetig verschlechtert hatte, erkrankte sie im November 2016 an einer Lungenentzündung und starb im Dezember im Beisein ihrer Kinder und ihrer Schwester in einem Krankenhaus in Leiderdorp. Fotos, Texte und Notizen von und für Artikel, Kolumnen, Fernseh- und Radiosendungen, Interviews und Schriftwechsel sowie eine Übersicht über Ariane Amsbergs Arbeit beim TROS-Radioprogramm zwischen 1982 und 1984 befinden sich im Atria, instituut voor vrouwengeschiedenis.

## Veröffentlichungen (Auswahl)
- Wat vinden vrouwen zelf van seks Verlag Bert Bakker, 1978, ISBN 978-90-6019-5734 (eine Sammlung ihrer Interviews mit Frauen über ihre Sexerfahrungen, darunter auch mit ihrer eigenen Mutter, die zuvor im NVSH-Magazin Sekstant veröffentlicht wurde)
- Ariane Amsberg, Jos Bienema: Zin en onzin over seks. Van Loghum Slaterus 1981, ISBN 978-90-6001-6817
- Anja Meulenbelt, Ariane Amsberg (Interviews): Voor onszelf. Vanuit vrouwen bekeken. Lijf en seksualiteit. Feministische Uitgeverij Sara, Amsterdam 1979, ISBN 90-6328-015-7
- Ariane Amsberg, Anja Meulenbelt: Wat is er met de vrouwenbeweging gebeurd? Opzij, 1988, ISBN 978-90-2367-9110